# گاریک پاپویان
گاریک یوریی پاپویان (ارمنی: Գարիկ Յուրիի Պապոյան؛ زادهٔ ۲۰ سپتامبر ۱۹۸۴) یک بازیگر آهنگساز، مجری، طنزپرداز، ترانه‌سرا، مجری و نویسنده اهل ارمنستان است. وی از سال ۲۰۰۷ میلادی تاکنون مشغول فعالیت بوده‌است.  از فیلم‌ها یا برنامه‌های تلویزیونی که وی در آن نقش داشته‌است می‌توان به سوپر مامای ۲ (۲۰۱۷) اشاره کرد.
گاریک پاپویان با انتشار کلیپی در صفحه اینستاگرام خود خطاب به کاربران و سازمان های خارجی:
“صبح بخیر دنیا، امیدوارم صبح خوب باشد، زیرا می تواند خوب باشد، فقط اگر همسایه شما گاز را در اواسط زمستان متوقف نکند، همانطور که آذربایجان در دو روز گذشته با آرتساخ انجام داده است. پاپویان با یادآوری اینکه در حال حاضر یکصد و بیست هزار نفر با یک فاجعه انسانی روبرو هستند، گفت: صبح می تواند خوب باشد اگر همسایه شما راه خانه شما را نبندد و مانع از بردن کودک به بیمارستان شود.
وی خطاب به تمامی سازمان های بین المللی که از حقوق بشر و کودکان حمایت می کنند، گفت: شما کار دارید، جلوی آذربایجان را بگیرید.